# Faculdade Roraimense de Ensino Superior
A Faculdade Roraimense de Ensino Superior (FARES) é uma unidade de ensino superior particular localizada em Boa Vista, RR. Atualmente com os cursos de bacharelado em: 
Agronomia, Administração, Enfermagem e o curso de licenciatura em Pedagogia.
Com autorização de funcionamento concedida no ano de 2002 a FARES é uma das pioneiras na educação superior no estado de Roraima. Possui hoje 15 cursos de Pós Graduação lato sensu, que são: 
Docência do Ensino Superior, Psicopedagogia, Gestão Escolar, Arte educador, Educação Especial, Saúde Coletiva/ Indígena, 
Enfermagem do Trabalho, Urgência e Emergência, Estratégia da Saúde da Família, Enfermagem em Nefrologia, Recursos Humanos, Comércio Exterior, Segurança do Trabalho, Marketing e Produção Vegetal.
Em 2017 o MP pediu devolução de valores de participantes de um concurso público organizado em conjunto pela instituição e o governo do Estado de Roraima.